# 프리돌린 암봉고 베숭구
프리돌린 암봉고 베숭구(프랑스어: Fridolin Ambongo Besungu, 1960년 1월 24일 - )는 콩고 민주 공화국의 로마 가톨릭교회 추기경이다. 카푸친 작은형제회 수도사이며 2018년부터 킨샤샤 대교구장으로 재직하고 있다.

## 같이 보기
- 콩고 민주 공화국의 로마 가톨릭교회